# 溴化铝
溴化铝是一种无机化合物，化学式可以表示为Al2Br6或AlBr3。

## 制备
溴化铝可以由氢溴酸或溴直接和铝反应得到：
2 Al + 6 HBr → 2AlBr3 + 3 H2
2 Al + 3 Br2 → 2 AlBr3

## 化学性质
溴化铝可以和四氯化碳在100℃反应，产生四溴化碳：
4 AlBr3 + 3 CCl4  → 4 AlCl3 + 3 CBr4

## 用途
溴化铝可用于阻燃剂制造。

## 安全性
溴化铝不可燃，但是遇到燃烧的物质会放出含有溴和溴化氢的有毒气体。水接触放出溴化氢气体。刺激皮肤和黏膜，对眼睛也有刺激性，并可造成灼伤。